# TBX1
T-box fator de transcrição TBX1 também conhecido como T-box proteína 1 e testis-specific T-box proteína é uma proteína que em humanos é codificada pelo gene TBX1. Genes da família T-box tem um importante papel na formação de tecidos e órgãos durante o desenvolvimento embrionário.